# Wapen van Nieuwpoort (Zuid-Holland)

Het wapen van Nieuwpoort

Het wapen van Nieuwpoort werd in 1816 aan de Zuid-Hollandse stad Nieuwpoort toegekend. Het wapen bleef tot 1986 in gebruik, dat jaar ging de gemeente op in de fusiegemeente Liesveld. 

## Geschiedenis
Nieuwpoort verkreeg in 1283 stadsrechten, als stad had Nieuwpoort het recht om zegels te voeren. De eerste zegels vertonen reeds een poort. Deze poort had drie torens, de middelste en linkertoren hadden een bol boven het dak, de walmuur is gekanteeld. Uit de rechter bol komt een plant met vier bladeren, uit de linker een klaverblad.
Een latere zegel, vermoedelijk uit de 17e eeuw, is gelijk aan het latere wapen en heeft vermoedelijk ook model gestaan voor het wapen van de stad.
Het wapen van Nieuwpoort werd op 24 juli 1816 aan de gemeente Nieuwpoort toegekend, in rijkskleuren. Het wapen kwam in 1986 te vervallen omdat de gemeente dat jaar in de gemeente Liesveld opging. Na de fusie werd het tussen 1986 en 2013 als hartschild, met aangepaste kleuren, in het wapen van Liesveld gevoerd.

## Blazoenering
De blazoenering van het wapen luidde als volgt:
Van lazuur, beladen met een poort met zijne torens, alles van goud.
Het wapen is geheel blauw van kleur met daarop een gouden poort met aan weerszijden torens. Op de torens en op het dak van de poort staan vlaggen die naar links (voor de kijker rechts) wijzen.